# Shirine Boutella
Shirine Boutella, née le 22 août 1990 à Alger (Algérie), est une actrice franco-algérienne ayant également la nationalité autrichienne.

## Biographie
Shirine Boutella naît et grandit à Alger. Après avoir obtenu son baccalauréat scolaire, elle poursuit ses études supérieures en France. Elle a une grand-mère autrichienne. Elle parle français, arabe, anglais et allemand. Elle réside à Paris[réf. nécessaire].
Depuis 2015, Shirine Boutella a également une activité d'influenceuse sur YouTube et sur Instagram.

### Famille
Elle est une cousine éloignée de Sofia Boutella.

## Filmographie

### Cinéma

#### Longs métrages
- 2019 : Papicha de Mounia Meddour : Wassila
- 2021 : Les Fantasmes de David Foenkinos et Stéphane Foenkinos : Shirine
- 2024 : Sirènes d'Adeline Picault : Leïla Balani
- 2024 : Les Tempêtes de Dania Reymond : Sharazade
- 2025 : Anges & Cie  de Vladimir Rodionov : Léa

#### Courts métrages
- 2023 : La Maintenance d'Enzo Croisier : Katia

### Télévision

#### Séries télévisées
- 2017 : Casbah City (en) (arabe : القصبة سيتي) de Issam Bouguerra : Jo/Joher (26 épisodes)
- 2021 : Validé : Constance
- 2021 : Fugueuse de Jérôme Cornuau : Farah Azem (4 épisodes)
- 2021 : Christmas Flow de Nadège Loiseau : Lila (3 épisodes)
- 2021-2023 : Lupin : Lieutenant Sofia Belkacem
- 2022 : Miskina, la pauvre : Safia
- 2023 : Pamela Rose, la série de Ludovic Colbeau-Justin : Jessica Carson
- 2025: apparition dans la série Bref 2 de Kyan Khojandi
- 2026 : Belphégor, série télévisée de Jérémy Mainguy : Hafsa Moreau

#### Téléfilms
- 2021 : Mention particulière : Bienvenue dans l'âge adulte de Cyril Gelblat : Jasmine Elkacem

#### Publicités
- 2022 : spot pour Uber Eats, partenaire de l'émission Top Chef : cliente de l'enseigne

### Doublage
- 2023 : Spider-Man : Across the Spider-Verse : Gwen Stacy / Spider-Gwen[4]
- 2024 : Call of Duty: Black Ops 6 : Sevati "Sev" Dumas

## Podcasts
- 2022 : Batman : Autopsie : Renee Montoya